# Caribbean Cup 2008
De Digicel Caribbean Cup 2008 werd gehouden van 1 december 2008 tot en met 17 december 2008 in Jamaica. Het gastland won het toernooi onder leiding van de Engelse oud-international John Barnes. De kwalificatie voor het toernooi begon op 27 juli 2008 en hierin werd gestreden om zes plaatsen in de eindronde waarvoor het gastland en de titelverdediger Haïti direct geplaatst waren. De vier halvefinalisten plaatst zich voor de CONCACAF Gold Cup 2009.

## Deelnemers
| Ronde                                     | Landen | Aantal |
| ----------------------------------------- | --- | ------ |
| Starten in de Kwalificatie – Eerste Ronde | Groep A - Nederlandse Antillen - Grenada - Aruba Groep B - Guyana - Suriname - Dominica Groep C - Antigua en Barbuda - Kaaimaneilanden - Bermuda - Sint-Maarten Groep D - Barbados - Saint Kitts en Nevis - Britse Maagdeneilanden Groep E - Martinique - Saint Vincent en de Grenadines - Anguilla | 16     |
| Starten in de Kwalificatie – Tweede Ronde | - Cuba - Guadeloupe - Trinidad en Tobago | 3      |
| Starten in Finalegroep                    | - Haïti (Kampioen) - Jamaica (Gastland) | 2      |

## Kwalificatie – Eerste Ronde
De groepswinnaar en de beste nummer 2 plaatsen zich voor de tweede kwalificatieronde.

### Groep A
| Team                 | Pts | Pld | W | D | L | GF | GA | GD |
| -------------------- | --- | --- | - | - | - | -- | -- | -- |
| Nederlandse Antillen | 4   | 2   | 1 | 1 | 0 | 2  | 0  | +2 |
| Grenada              | 3   | 2   | 1 | 0 | 1 | 3  | 3  | 0  |
| Aruba                | 1   | 2   | 0 | 1 | 1 | 1  | 3  | –2 |

|              |                      |       |       |                                                                                              |
| 27 juli 2008 | Nederlandse Antillen | 0 – 0 | Aruba | Stadion Ergilio Hato, Willemstad Toeschouwers: 995 Scheidsrechter: Geoffrey Hospedales (T&T) |
| 27 juli 2008 | [ 1 ]                |       |       | Stadion Ergilio Hato, Willemstad Toeschouwers: 995 Scheidsrechter: Geoffrey Hospedales (T&T) |

|              |                                                      |       |                 |                                                                                        |
| 29 juli 2008 | Grenada                                              | 3 – 1 | Aruba           | Stadion Ergilio Hato, Willemstad Toeschouwers: 450 Scheidsrechter: Philip Jordan (T&T) |
| 29 juli 2008 | Jake Rennie 53' Anthony Modeste 76' Shane Rennie 79' | [ 2 ] | Theric Ruiz 50' | Stadion Ergilio Hato, Willemstad Toeschouwers: 450 Scheidsrechter: Philip Jordan (T&T) |

|              |                                      |       |         |                                                                                              |
| 31 juli 2008 | Nederlandse Antillen                 | 2 – 0 | Grenada | Stadion Ergilio Hato, Willemstad Toeschouwers: 800 Scheidsrechter: Geoffrey Hospedales (T&T) |
| 31 juli 2008 | John Bacuna 80' Joshua Bicintini 83' | [ 3 ] |         | Stadion Ergilio Hato, Willemstad Toeschouwers: 800 Scheidsrechter: Geoffrey Hospedales (T&T) |

### Groep B
| Team     | Pts | Pld | W | D | L | GF | GA | GD |
| -------- | --- | --- | - | - | - | -- | -- | -- |
| Guyana   | 4   | 2   | 1 | 1 | 0 | 4  | 1  | +3 |
| Suriname | 4   | 2   | 1 | 1 | 0 | 4  | 2  | +2 |
| Dominica | 0   | 2   | 0 | 0 | 2 | 1  | 4  | –3 |

|                 |                                                |       |          |                                                                                     |
| 8 augustus 2008 | Guyana                                         | 3 – 0 | Dominica | National Stadium, Providence, Guyana Toeschouwers: 3,000 Scheidsrechter: Mark Forde |
| 8 augustus 2008 | Nigel Codrington 20' 43' Glenorvan Edmonds 36' | [ 4 ] |          | National Stadium, Providence, Guyana Toeschouwers: 3,000 Scheidsrechter: Mark Forde |

|                 |                   |       |                                                                 |                                                                                   |
| 9 augustus 2008 | Dominica          | 1 – 3 | Suriname                                                        | Blairmont Ground, Berbice, Guyana Toeschouwers: 175 Scheidsrechter: Trevor Taylor |
| 9 augustus 2008 | Prince Austrie 7' | [ 5 ] | Marlon Felter 18' Clifton Sandvliet 54' Ferdinand Jap A Joe 81' | Blairmont Ground, Berbice, Guyana Toeschouwers: 175 Scheidsrechter: Trevor Taylor |

|                  |                     |       |                           |                                                                                      |
| 10 augustus 2008 | Guyana              | 1 – 1 | Suriname                  | National Stadium, Providence, Guyana Toeschouwers: 10.000 Scheidsrechter: Mark Forde |
| 10 augustus 2008 | Dwight Peters 90+2' |       | Vangelino Sastromedjo 22' | National Stadium, Providence, Guyana Toeschouwers: 10.000 Scheidsrechter: Mark Forde |

### Groep C
| Team               | Pts | Pld | W | D | L | GF | GA | GD  |
| ------------------ | --- | --- | - | - | - | -- | -- | --- |
| Antigua en Barbuda | 7   | 3   | 2 | 1 | 0 | 8  | 3  | +5  |
| Kaaimaneilanden    | 5   | 3   | 1 | 2 | 0 | 4  | 1  | +3  |
| Bermuda            | 4   | 3   | 1 | 1 | 1 | 7  | 4  | +3  |
| Sint-Maarten       | 0   | 3   | 0 | 0 | 3 | 2  | 13 | –11 |

|                  |         |        |                                                                    | |
| 27 augustus 2008 | Bermuda | 0 – 4  | Antigua en Barbuda                                                 | Truman Bodden Stadium, George Town, Kaaimaneilanden Toeschouwers: 300 Scheidsrechter: Howard Stennett (Jamaica) |
| 27 augustus 2008 |         | Report | Jaime Thomas 4' 29' (pen) Randolph Burton 63' Okeem Challenger 79' | Truman Bodden Stadium, George Town, Kaaimaneilanden Toeschouwers: 300 Scheidsrechter: Howard Stennett (Jamaica) |

|                  |                                                       |        |              | |
| 27 augustus 2008 | Kaaimaneilanden                                       | 3 – 0  | Sint-Maarten | Truman Bodden Stadium, George Town, Kaaimaneilanden Toeschouwers: 300 Scheidsrechter: Kevin Thomas (Jamaica) |
| 27 augustus 2008 | Calvin Jefford 58' Jairo Sanchez 68' Nikolai Hill 90' | Report |              | Truman Bodden Stadium, George Town, Kaaimaneilanden Toeschouwers: 300 Scheidsrechter: Kevin Thomas (Jamaica) |

|                  |                  |       |                      | |
| 30 augustus 2008 | Kaaimaneilanden  | 1 – 1 | Antigua en Barbuda   | Truman Bodden Stadium, George Town, Kaaimaneilanden Toeschouwers: 350 Scheidsrechter: Geoffrey Hospedales (Trinidad en Tobago) |
| 30 augustus 2008 | Oneil Taylor 67' | [ 8 ] | Ranjae Christian 33' | Truman Bodden Stadium, George Town, Kaaimaneilanden Toeschouwers: 350 Scheidsrechter: Geoffrey Hospedales (Trinidad en Tobago) |

|                  |              |       |                                                                  | |
| 30 augustus 2008 | Sint-Maarten | 0 – 7 | Bermuda                                                          | Truman Bodden Stadium, George Town, Kaaimaneilanden Toeschouwers: 350 Scheidsrechter: Kevin Morrison (Jamaica) |
| 30 augustus 2008 |              | [ 9 ] | Reggie Lambe 27' 45' 58' 86' Damon Ming 29' Casey Castle 85' 89' | Truman Bodden Stadium, George Town, Kaaimaneilanden Toeschouwers: 350 Scheidsrechter: Kevin Morrison (Jamaica) |

|                  |                    |       |              | |
| 31 augustus 2008 | Antigua en Barbuda | 3 – 2 | Sint-Maarten | Truman Bodden Stadium, George Town, Kaaimaneilanden Toeschouwers: 350 Scheidsrechter: Kevin Morrison (Jamaica) |
| 31 augustus 2008 | [ 10 ]             |       |              | Truman Bodden Stadium, George Town, Kaaimaneilanden Toeschouwers: 350 Scheidsrechter: Kevin Morrison (Jamaica) |

|                  |                 |       |         | |
| 31 augustus 2008 | Kaaimaneilanden | 0 – 0 | Bermuda | Truman Bodden Stadium, George Town, Kaaimaneilanden Toeschouwers: 350 Scheidsrechter: Geoffrey Hospedales (Trinidad en Tobago) |
| 31 augustus 2008 | [ 11 ]          |       |         | Truman Bodden Stadium, George Town, Kaaimaneilanden Toeschouwers: 350 Scheidsrechter: Geoffrey Hospedales (Trinidad en Tobago) |

### Groep D
| Team                   | Pts | Pld | W | D | L | GF | GA | GD |
| ---------------------- | --- | --- | - | - | - | -- | -- | -- |
| Barbados               | 6   | 2   | 2 | 0 | 0 | 5  | 2  | +3 |
| Saint Kitts en Nevis   | 3   | 2   | 1 | 0 | 1 | 5  | 3  | +2 |
| Britse Maagdeneilanden | 0   | 2   | 0 | 0 | 2 | 1  | 6  | –5 |

|                   |                                                    |        |                        |                                                                                                |
| 24 september 2008 | Saint Kitts en Nevis                               | 4 – 0  | Britse Maagdeneilanden | Warner Park, Basseterre, Saint Kitts en Nevis Toeschouwers: 500 Scheidsrechter: Martin Charles |
| 24 september 2008 | Francis 15' Archibald 31' Venton 52' (og) Lake 77' | [ 12 ] |                        | Warner Park, Basseterre, Saint Kitts en Nevis Toeschouwers: 500 Scheidsrechter: Martin Charles |

|                   |                        |        |                        |                                                                                                   |
| 26 september 2008 | Britse Maagdeneilanden | 1 – 2  | Barbados               | Warner Park, Basseterre, Saint Kitts en Nevis Toeschouwers: 150 Scheidsrechter: Ignatius Baptiste |
| 26 september 2008 | Lennon 15'             | [ 13 ] | Williams 11' Forde 53' | Warner Park, Basseterre, Saint Kitts en Nevis Toeschouwers: 150 Scheidsrechter: Ignatius Baptiste |

|                   |                      |        |                                     |                                                                                                |
| 28 september 2008 | Saint Kitts en Nevis | 1 – 3  | Barbados                            | Warner Park, Basseterre, Saint Kitts en Nevis Toeschouwers: 500 Scheidsrechter: Martin Charles |
| 28 september 2008 | Isaac 13'            | [ 14 ] | Straker 35' Skeete 45' Williams 80' | Warner Park, Basseterre, Saint Kitts en Nevis Toeschouwers: 500 Scheidsrechter: Martin Charles |

### Groep E
| Team                           | Pts | Pld | W | D | L | GF | GA | GD |
| ------------------------------ | --- | --- | - | - | - | -- | -- | -- |
| Martinique                     | 6   | 2   | 2 | 0 | 0 | 6  | 1  | 5  |
| Saint Vincent en de Grenadines | 3   | 2   | 1 | 0 | 1 | 3  | 4  | –1 |
| Anguilla                       | 0   | 2   | 0 | 0 | 2 | 2  | 6  | –4 |

|                   |                                                                       |        |                                |                                                                                               |
| 15 september 2008 | Martinique                                                            | 3 – 0  | Saint Vincent en de Grenadines | Stade Louis Achille, Fort-de-France, Martinique Toeschouwers: 250 Scheidsrechter: John George |
| 15 september 2008 | Roy Richards 3' (e.d.) Patrick Percin 46' Winslow McDowald 47' (e.d.) | [ 15 ] |                                | Stade Louis Achille, Fort-de-France, Martinique Toeschouwers: 250 Scheidsrechter: John George |

|                   |                                                        |        |                       |                                                                                                 |
| 17 september 2008 | Saint Vincent en de Grenadines                         | 3 – 1  | Anguilla              | Stade Louis Achille, Fort-de-France, Martinique Toeschouwers: 100 Scheidsrechter: Francis Fanus |
| 17 september 2008 | Darren Francis 37' Darren Hamlett 39' Myron Samuel 74' | [ 16 ] | Troy Jeffers 38' (og) | Stade Louis Achille, Fort-de-France, Martinique Toeschouwers: 100 Scheidsrechter: Francis Fanus |

|                   |                                                                     |        |                   |                                                 |
| 19 september 2008 | Martinique                                                          | 3 – 1  | Anguilla          | Stade Louis Achille, Fort-de-France, Martinique |
| 19 september 2008 | Patrick Percin 19' Kévin Saint-Louis-Augustin 37' Xavier Bullet 51' | [ 17 ] | Kapil Battice 83' | Stade Louis Achille, Fort-de-France, Martinique |

Opmerkingen
1. ↑  Groep A: Saint Lucia zou in deze groep spelen maar trok zich terug. Dominica zou hun plaats innemen maar uiteindelijk zou Aruba in deze groep spelen en Dominica in groep B.
2. ↑  Groep B:Aruba zou in eerste instantie in deze groep spelen. Aruba schoof door naar groep A en Dominica nam de vrijgekomen plaats in.
3. ↑  Groep C:  Antigua en Barbuda was officieel uitgesloten maar ze mogen zelf bepalen of ze deelnemen.
4. ↑  Groep C: De wedstrijd die gespeeld moesten worden op 29 augustus werden uitgesteld tot 30 augustus in verband met de Orkaan Gustav
5. ↑  Groep D: Dominica zou eerst in deze groep spelen, maar schoof door naar Groep B. De Britse Maagdeneilanden nam de plaats over.

## Kwalificatie – Tweede Ronde
Cuba, Guadeloupe en Trinidad en Tobago waren automatisch geplaatst voor deze ronde, op basis van hun prestaties in het verleden.

### Groep F
| Team            | Pts | Pld | W | D | L | GF | GA | GD |
| --------------- | --- | --- | - | - | - | -- | -- | -- |
| Guadeloupe      | 9   | 3   | 3 | 0 | 0 | 12 | 3  | +9 |
| Grenada         | 4   | 3   | 1 | 1 | 1 | 7  | 6  | +1 |
| Martinique      | 4   | 3   | 1 | 1 | 1 | 4  | 5  | –1 |
| Kaaimaneilanden | 0   | 3   | 0 | 0 | 3 | 3  | 12 | –9 |

|                 |               |        |                   | |
| 11 oktober 2008 | Martinique    | 2 – 2  | Grenada           | Stade René Serge Nabajoth, Les Abymes, Guadeloupe Toeschouwers: 1.700 Scheidsrechter: Martin Charles |
| 11 oktober 2008 | Sabin 32' 53' | [ 19 ] | S. Rennie 15' 45' | Stade René Serge Nabajoth, Les Abymes, Guadeloupe Toeschouwers: 1.700 Scheidsrechter: Martin Charles |

|                 |                                                                 |        |                 | |
| 11 oktober 2008 | Guadeloupe                                                      | 7 – 1  | Kaaimaneilanden | Stade René Serge Nabajoth, Les Abymes, Guadeloupe Toeschouwers: 4.200 Scheidsrechter: Roy McArthur |
| 11 oktober 2008 | Antoine-Curier 5' 43' 57' Gotin 34' Hannany 67' 78' Gendrey 75' | [ 20 ] | Jefford 86'     | Stade René Serge Nabajoth, Les Abymes, Guadeloupe Toeschouwers: 4.200 Scheidsrechter: Roy McArthur |

|                 |                 |        |            | |
| 13 oktober 2008 | Kaaimaneilanden | 0 – 1  | Martinique | Stade René Serge Nabajoth, Les Abymes, Guadeloupe Toeschouwers: 1.000 Scheidsrechter: James Matthew |
| 13 oktober 2008 |                 | [ 21 ] | Sabin 32'  | Stade René Serge Nabajoth, Les Abymes, Guadeloupe Toeschouwers: 1.000 Scheidsrechter: James Matthew |

|                 |                      |        |             | |
| 13 oktober 2008 | Guadeloupe           | 2 – 1  | Grenada     | Stade René Serge Nabajoth, Les Abymes, Guadeloupe Toeschouwers: 1.000 Scheidsrechter: Bryan Willett |
| 13 oktober 2008 | Collet 23' Loval 36' | [ 22 ] | Charles 15' | Stade René Serge Nabajoth, Les Abymes, Guadeloupe Toeschouwers: 1.000 Scheidsrechter: Bryan Willett |

|                 |                                        |        |                      | |
| 15 oktober 2008 | Grenada                                | 4 – 2  | Kaaimaneilanden      | Stade René Serge Nabajoth, Les Abymes, Guadeloupe Toeschouwers: 3.358 Scheidsrechter: Bryan Willett |
| 15 oktober 2008 | Bain 42' S. Rennie 45' 79' Charles 67' | [ 23 ] | Brown-Morphy 31' 82' | Stade René Serge Nabajoth, Les Abymes, Guadeloupe Toeschouwers: 3.358 Scheidsrechter: Bryan Willett |

|                 |                                        |        |            | |
| 15 oktober 2008 | Guadeloupe                             | 3 – 1  | Martinique | Stade René Serge Nabajoth, Les Abymes, Guadeloupe Toeschouwers: 3.358 Scheidsrechter: Roy McArthur |
| 15 oktober 2008 | Loval 40' Antoine-Curier 47' Gotin 88' | [ 24 ] | Sabin 18'  | Stade René Serge Nabajoth, Les Abymes, Guadeloupe Toeschouwers: 3.358 Scheidsrechter: Roy McArthur |

### Groep G
| Team                 | Pts | Pld | W | D | L | GF | GA | GD  |
| -------------------- | --- | --- | - | - | - | -- | -- | --- |
| Cuba                 | 7   | 3   | 2 | 1 | 0 | 14 | 2  | +12 |
| Barbados             | 7   | 3   | 2 | 1 | 0 | 6  | 4  | +2  |
| Suriname             | 3   | 3   | 1 | 0 | 2 | 4  | 10 | –6  |
| Nederlandse Antillen | 0   | 3   | 0 | 0 | 3 | 3  | 11 | –8  |

|                 |                   |       |                          |                                                                                      |
| 23 oktober 2008 | Barbados          | 3 – 2 | Suriname                 | Estadio Pedro Marrero, Havana, Cuba Toeschouwers: 100 Scheidsrechter: Kevin Morrison |
| 23 oktober 2008 | Forde 62' 65' 70' |       | Sandvliet 33' Aroepa 42' | Estadio Pedro Marrero, Havana, Cuba Toeschouwers: 100 Scheidsrechter: Kevin Morrison |

|                 |                                                                   |       |                      |                                                                                           |
| 23 oktober 2008 | Cuba                                                              | 7 – 1 | Nederlandse Antillen | Estadio Pedro Marrero, Havana, Cuba Toeschouwers: 1.000 Scheidsrechter: Alfredo Whittaker |
| 23 oktober 2008 | Duarte 21' 45' Márquez 25' Linares 39' 86' Colomé 79' Clavelo 82' |       | Bernardus 61'        | Estadio Pedro Marrero, Havana, Cuba Toeschouwers: 1.000 Scheidsrechter: Alfredo Whittaker |

|                 |                |        |                      |                                                                                         |
| 25 oktober 2008 | Suriname       | 2 – 1  | Nederlandse Antillen | Estadio Pedro Marrero, Havana, Cuba Toeschouwers: 1.000 Scheidsrechter: Kenville Holder |
| 25 oktober 2008 | Wanabo 70' 76' | [ 25 ] | Rosario 81'          | Estadio Pedro Marrero, Havana, Cuba Toeschouwers: 1.000 Scheidsrechter: Kenville Holder |

|                 |             |        |           |                                                                                           |
| 25 oktober 2008 | Cuba        | 1 – 1  | Barbados  | Estadio Pedro Marrero, Havana, Cuba Toeschouwers: 1.000 Scheidsrechter: Courtney Campbell |
| 25 oktober 2008 | Clavelo 68' | [ 26 ] | Doyle 65' | Estadio Pedro Marrero, Havana, Cuba Toeschouwers: 1.000 Scheidsrechter: Courtney Campbell |

|                 |                      |       |          |                                                                                        |
| 27 oktober 2008 | Nederlandse Antillen | 1 – 2 | Barbados | Estadio Pedro Marrero, Havana, Cuba Toeschouwers: 1.000 Scheidsrechter: Kevin Morrison |
| 27 oktober 2008 |                      |       |          | Estadio Pedro Marrero, Havana, Cuba Toeschouwers: 1.000 Scheidsrechter: Kevin Morrison |

|                 |      |       |          |                                                                                         |
| 27 oktober 2008 | Cuba | 6 – 0 | Suriname | Estadio Pedro Marrero, Havana, Cuba Toeschouwers: 1.000 Scheidsrechter: Kenville Holder |
| 27 oktober 2008 |      |       |          | Estadio Pedro Marrero, Havana, Cuba Toeschouwers: 1.000 Scheidsrechter: Kenville Holder |

### Groep H
| Team                 | Pts | Pld | W | D | L | GF | GA | GD |
| -------------------- | --- | --- | - | - | - | -- | -- | -- |
| Trinidad en Tobago   | 7   | 3   | 2 | 1 | 0 | 7  | 4  | +3 |
| Antigua en Barbuda   | 6   | 3   | 2 | 0 | 1 | 8  | 7  | +1 |
| Guyana               | 2   | 3   | 0 | 2 | 1 | 3  | 4  | –1 |
| Saint Kitts en Nevis | 1   | 3   | 0 | 1 | 2 | 5  | 8  | –3 |

|                 |                |        |                      |                                                                                |
| 5 november 2008 | Guyana         | 1 – 1  | Saint Kitts en Nevis | Marvin Lee Stadium, Macoya Toeschouwers: 750 Scheidsrechter: Caswell Cambridge |
| 5 november 2008 | Richardson 35' | [ 27 ] | Lake 29'             | Marvin Lee Stadium, Macoya Toeschouwers: 750 Scheidsrechter: Caswell Cambridge |

|                 |                                     |        |                      |                                                                             |
| 5 november 2008 | Trinidad en Tobago                  | 3 – 2  | Antigua en Barbuda   | Marvin Lee Stadium, Macoya Toeschouwers: 750 Scheidsrechter: Antonius Pinas |
| 5 november 2008 | Glenn 68' Dwarika 73' Toussaint 87' | [ 28 ] | Byers 23' Burton 90' | Marvin Lee Stadium, Macoya Toeschouwers: 750 Scheidsrechter: Antonius Pinas |

|                 |                               |        |            |                                                           |
| 7 november 2008 | Antigua en Barbuda            | 2 – 1  | Guyana     | Marvin Lee Stadium, Macoya Scheidsrechter: Willy Minyetty |
| 7 november 2008 | Leigertwood 12' Christian 78' | [ 29 ] | Jerome 45' | Marvin Lee Stadium, Macoya Scheidsrechter: Willy Minyetty |

|                 |                                    |        |                      |                                                              |
| 7 november 2008 | Trinidad en Tobago                 | 3 – 1  | Saint Kitts en Nevis | Marvin Lee Stadium, Macoya Scheidsrechter: Enrico Wijngaarde |
| 7 november 2008 | Daniel 37' Hyland 65' Jorsling 67' | [ 30 ] | Francis 87'          | Marvin Lee Stadium, Macoya Scheidsrechter: Enrico Wijngaarde |

|                 |                      |        |                                   |                                                                                  |
| 9 november 2008 | Saint Kitts en Nevis | 3 – 4  | Antigua en Barbuda                | Marvin Lee Stadium, Macoya Toeschouwers: 1.000 Scheidsrechter: Enrico Wijngaarde |
| 9 november 2008 | Francis 50' 70' 85'  | [ 31 ] | Byers 8' 45' (pen) Thomas 60' 74' | Marvin Lee Stadium, Macoya Toeschouwers: 1.000 Scheidsrechter: Enrico Wijngaarde |

|                 |                    |        |                      |                                                                               |
| 9 november 2008 | Trinidad en Tobago | 1 – 1  | Guyana               | Marvin Lee Stadium, Macoya Toeschouwers: 1.000 Scheidsrechter: Willy Minyetty |
| 9 november 2008 | Jorsling 82'       | [ 32 ] | Richardson 58' (pen) | Marvin Lee Stadium, Macoya Toeschouwers: 1.000 Scheidsrechter: Willy Minyetty |

## Gekwalificeerde landen
| Ploeg              | Kwalificatie | Aantal deelnames | Beste prestatie |
| ------------------ | ------------ | ---------------- | --------------- |
| Jamaica            | Gastland     | 11               | Winnaar         |
| Haïti              | Kampioen     | 7                | Winnaar         |
| Guadeloupe         | 1e Groep F   | 6                | Derde           |
| Grenada            | 2e Groep F   | 5                | Tweede          |
| Cuba               | 1e Groep G   | 8                | Tweede          |
| Barbados           | 2e Groep G   | 7                | Groepsfase      |
| Trinidad en Tobago | 1e Groep H   | 15               | Winnaar         |
| Antigua en Barbuda | 2e Groep H   | 5                | Groepsfase      |

## Groepsfase

### Groep I
| Team               | Pts | Pld | W | D | L | GF | GA | GD |
| ------------------ | --- | --- | - | - | - | -- | -- | -- |
| Cuba               | 6   | 3   | 2 | 0 | 1 | 5  | 2  | +3 |
| Guadeloupe         | 4   | 3   | 1 | 1 | 1 | 6  | 6  | 0  |
| Haïti              | 4   | 3   | 1 | 1 | 1 | 4  | 4  | 0  |
| Antigua en Barbuda | 2   | 3   | 0 | 2 | 1 | 3  | 6  | –3 |

|                 |           |        |                    |                                                      |
| 4 december 2008 | Haïti     | 1 – 1  | Antigua en Barbuda | Jarrett Park, Montego Bay Scheidsrechter: Mark Forde |
| 4 december 2008 | Norde 53' | [ 33 ] | Byers 72'          | Jarrett Park, Montego Bay Scheidsrechter: Mark Forde |

|                 |            |        |                          |                                                       |
| 4 december 2008 | Guadeloupe | 1 – 2  | Cuba                     | Jarrett Park, Montego Bay Scheidsrechter: Neal Brizan |
| 4 december 2008 | Hanany 27' | [ 34 ] | Fernandez 8' Linares 74' | Jarrett Park, Montego Bay Scheidsrechter: Neal Brizan |

|                 |                                                |        |                    |                                                                |
| 6 december 2008 | Cuba                                           | 3 – 0  | Antigua en Barbuda | Greenfield Stadium, Trelawny Scheidsrechter: Courtney Campbell |
| 6 december 2008 | Marquez 7' Linares 20' Jaime Colome 35' (pen.) | [ 35 ] |                    | Greenfield Stadium, Trelawny Scheidsrechter: Courtney Campbell |

|                 |                                   |        |                                              |                                                            |
| 6 december 2008 | Haïti                             | 2 – 3  | Guadeloupe                                   | Greenfield Stadium, Trelawny Scheidsrechter: Trevor Taylor |
| 6 december 2008 | Boucicaut 45' (pen.) Ednerson 68' | [ 36 ] | Antoine-Curier 14' Niçoise 17' Lambourde 90' | Greenfield Stadium, Trelawny Scheidsrechter: Trevor Taylor |

|                 |      |        |               |                                                       |
| 8 december 2008 | Cuba | 0 – 1  | Haïti         | Jarrett Park, Montego Bay Scheidsrechter: Neal Brizan |
| 8 december 2008 |      | [ 37 ] | Boucicaut 35' | Jarrett Park, Montego Bay Scheidsrechter: Neal Brizan |

|                 |                    |        |                               |                                                             |
| 8 december 2008 | Antigua en Barbuda | 2 - 2  | Guadeloupe                    | Jarrett Park, Montego Bay Scheidsrechter: Courtney Campbell |
| 8 december 2008 | Byers 35' 83'      | [ 38 ] | Antoine-Curier 1' Gendrey 63' | Jarrett Park, Montego Bay Scheidsrechter: Courtney Campbell |

### Groep J
| Team               | Pts | Pld | W | D | L | GF | GA | GD |
| ------------------ | --- | --- | - | - | - | -- | -- | -- |
| Jamaica            | 7   | 3   | 2 | 1 | 0 | 7  | 2  | +5 |
| Grenada            | 6   | 3   | 2 | 0 | 1 | 6  | 7  | –1 |
| Trinidad en Tobago | 4   | 3   | 1 | 1 | 1 | 4  | 4  | 0  |
| Barbados           | 0   | 3   | 0 | 0 | 3 | 4  | 8  | –4 |

|                 |                |        |                      |                                                        |
| 3 december 2008 | Trinidad en T. | 1 – 2  | Grenada              | Independence Park, Kingston Scheidsrechter: Otis James |
| 3 december 2008 | Glen 69'       | [ 39 ] | Bain 36' Charles 90' | Independence Park, Kingston Scheidsrechter: Otis James |

|                 |                               |        |              |                                                          |
| 3 december 2008 | Jamaica                       | 2 – 1  | Barbados     | Independence Park, Kingston Scheidsrechter: Joel Aguilar |
| 3 december 2008 | Austin 76' Shelton 81' (pen.) | [ 40 ] | Williams 45' | Independence Park, Kingston Scheidsrechter: Joel Aguilar |

|                 |               |        |                                 |                                                           |
| 5 december 2008 | Barbados      | 1 – 2  | Trinidad en T.                  | Jarrett Park, Montego Bay Scheidsrechter: Javier Jauregui |
| 5 december 2008 | Goodridge 13' | [ 41 ] | McFarlane 42' (pen.) 73' (pen.) | Jarrett Park, Montego Bay Scheidsrechter: Javier Jauregui |

|                 |                                                      |        |         |                                                          |
| 5 december 2008 | Jamaica                                              | 4 – 0  | Grenada | Jarrett Park, Montego Bay Scheidsrechter: Roberto Moreno |
| 5 december 2008 | Vernan 7' Shelton 18' Andy Williams 53' Phillips 78' | [ 42 ] |         | Jarrett Park, Montego Bay Scheidsrechter: Roberto Moreno |

|                 |                             |        |                          |                                                           |
| 7 december 2008 | Grenada                     | 4 – 2  | Barbados                 | Greenfield Stadium, Trelawny Scheidsrechter: Joel Aguilar |
| 7 december 2008 | Bain 14' 28' 67' Julien 22' | [ 43 ] | Riviere Williams 71' 79' | Greenfield Stadium, Trelawny Scheidsrechter: Joel Aguilar |

|                 |            |        |                |                                                             |
| 7 december 2008 | Jamaica    | 1 – 1  | Trinidad en T. | Greenfield Stadium, Trelawny Scheidsrechter: Roberto Moreno |
| 7 december 2008 | Vernan 46' | [ 44 ] | McFarlane 81'  | Greenfield Stadium, Trelawny Scheidsrechter: Roberto Moreno |

## Knockoutfase
|  | halve finale           | halve finale           |   |                        | finale                 | finale |
|  |                        |                        |   |                        |                        |        |
|  | 11 december – Kingston |                        |   |                        |                        |        |
|  | Cuba                   | 2 (5)                  |   |                        |                        |        |
|  | Grenada                | 2 (6)                  |   |                        |                        |        |
|  |                        |                        |   |                        |                        |        |
|  |                        |                        |   |                        | 14 december – Kingston |        |
|  |                        |                        |   |                        | Jamaica                | 2      |
|  |                        | Grenada                | 0 |                        |                        |        |
|  |                        |                        |   |                        |                        |        |
|  |                        |                        |   |                        | derde plaats           |        |
|  | 11 december – Kingston | 11 december – Kingston |   | 14 december – Kingston | 14 december – Kingston |        |
|  | Jamaica                | 2                      |   | Cuba                   | 0 (4)                  |        |
|  | Guadeloupe             | 0                      |   |                        | Guadeloupe             | 0 (5)  |

### Halve finale
|                                    |                                     |              |                                          |                                                            |
| 11 december 2008 17:00 uur (UTC−5) | Cuba                                | 2 – 2 (n.v.) | Grenada                                  | Independence Park, Kingston Scheidsrechter: Roberto Moreno |
| 11 december 2008 17:00 uur (UTC−5) | Joel Colomé 14' Roberto Linares 33' |              | 12' (pen.) Ricky Charles 80' Kitson Bain | Independence Park, Kingston Scheidsrechter: Roberto Moreno |

| |       | strafschoppen                                                                                         |  |
| Alianni Urguelles Yenier Márquez Jaime Colomé Alain Cervantes Ariel Martinez Joel Colomé Reysandri Fernández | 5 – 6 | Anthony Modeste Shane Rennie Kitson Bain Junior Williams Ricky Charles Marc Marshall Cassim Langaigne |  |

|                                    |                                      |       |            |                                                          |
| 11 december 2008 19:00 uur (UTC−5) | Jamaica                              | 2 – 0 | Guadeloupe | Independence Park, Kingston Scheidsrechter: Joel Aguilar |
| 11 december 2008 19:00 uur (UTC−5) | Oneil Thompson 11' Luton Shelton 57' |       |            | Independence Park, Kingston Scheidsrechter: Joel Aguilar |

### Troostfinale
|                                |        |       |            |                                                           |
| 14 december 2008 15:30 (UTC−5) | Cuba   | 0 – 0 | Guadeloupe | Independence Park, Kingston Scheidsrechter: Trevor Taylor |
| 14 december 2008 15:30 (UTC−5) | [ 45 ] |       |            | Independence Park, Kingston Scheidsrechter: Trevor Taylor |

|                                                                                |       | strafschoppen                                                                   |  |
| Alain Cervantes Ariel Martínez Yenier Márquez Silvio Pedro Minoso Jaime Colomé | 4 – 5 | Livio Nabab Lery Hannany Alain Vertot Mickaël Antoine-Curier Jean-Luc Lambourde |  |

### Finale
|                                    |                                                   |        |         |                                                         |
| 14 december 2008 18:00 uur (UTC−5) | Jamaica                                           | 2 – 0  | Grenada | Independence Park, Kingston Scheidsrechter: Neal Brizan |
| 14 december 2008 18:00 uur (UTC−5) | Luton Shelton 17' (pen.) Luton Shelton 71' (pen.) | [ 46 ] |         | Independence Park, Kingston Scheidsrechter: Neal Brizan |

| Kampioen Caribbean Cup 2008 |
| --------------------------- |
|                             |
| JAMAICA 4e titel            |

Geplaatst voor de CONCACAF Gold Cup 2009
- Grenada
- Jamaica
- Guadeloupe
- Cuba ( Haïti)

Trok zich terug nadat ze geen goed team konden samenstellen. Haïti en Trinidad en Tobago, 3e plaats in groep I en J, respectievelijk, als de twee hoogste geplaatste teams die zich niet hadden geplaatst voor de Gold cup werden door de CFU uitgeloot wie Cuba mocht vervangen. De loting werd gewonnen door Haïti.

## Doelpuntenmakers
Vanaf groepsfase, hoofdtoernooi.
5 doelpunten
- Kitson Bain
- Luton Shelton

3 doelpunten
- Riviere Williams
- Roberto Linares
- Errol McFarlane

2 doelpunten
- Yenier Márquez
- Ricky Charles
- Mickaël Antoine-Curier
- Alexandre Boucicaut
- Eric Vernan
- Adrian Constant
- Devon Jorsling

1 doelpunt
- Gregory Goodridge
- Jaime Colomé
- Joel Colomé
- Reysandry Fernandez
- Marcus Julien
- Gregory Gendrey
- Lery Hannany
- Jean-Luc Lambourde
- Michaël Niçoise
- Peter Byers
- Raymond Ednerson
- Sony Norde
- Rudolph Austin
- Demar Phillips
- Oneil Thompson
- Andy Williams
- Dwayne Leo